# Alventino Cavalcanti
Alventino Cavalcanti de Souza (, ) é um cantor e compositor brasileiro.
Foi um dos fundadores da Sociedade Brasileira de Administração e Proteção de Direitos Intelectuais (Socinpro), em 1992.
Começou a atuar artisticamente como compositor na década de 1950. Em 2006, sua canção O canto da ema, feita em parceria com João do Vale e Aires Viana, foi incluída no musical João do Vale - o poeta do povo, apresentado no Teatro Glauce Rocha, no Rio de Janeiro, em homenagem aos 10 anos da morte do compositor João do Vale.

## Discografia
- No tempo da vovó/Marcha do urubu

## Obra
- A fogueira do coroné (com Jackson do Pandeiro)
- Aroeira (com João do Vale e José Cândido)
- Boa noite (com Tito Neto e Jackson do Pandeiro)
- Boi da cara preta (com Ari Monteiro)
- Cadê Manolo (com Ângelo de Oliveira)
- Chico Bendegó (com Uzias da Silva e Aires Viana)
- Coco de improviso (com Edson Menezes e Jackson do Pandeiro)
- Dona Totonha (com Tony Garça)
- Eu caso com você (com Jackson do Pandeiro)
- Gavião (com Uzias da Silva)
- Leva eu sodade (com Tito Neto)
- Linda (com Jackson do Pandeiro e Ari Monteiro)
- Mão na toca (com João Rosa e Jackson do Pandeiro)
- Marcha do pintinho (com Hilton Gomes e Oldemar Cavalcanti)
- Minha marcação (com Jackson do Pandeiro e Ulisses Silva)
- No tempo da vovó (com João Rosa e Rossini Pinto)
- Nosso bem querer (com Wilson Silva e Aires Viana)
- O bom vaqueiro (com Aires Viana)
- O canto da ema (com João do Vale e Aires Viana)
- O que é o que é
- Pegando balão (com João Rosa)